# 越智泰二郎
越智 泰二郎（おち たいじろう、1922年7月9日 - 1984年8月25日）は、日本の経営者。島根県出身。

## 経歴
1944年に東京帝国大学経済学部経済学科を卒業し、後に日本勧業銀行に入行。1973年11月に取締役に就任し、1977年7月に北越製紙常務、1979年7月に専務を経て、1983年7月から1984年5月までに社長を務めた。
1984年8月25日甲状腺癌のために死去。62歳没。